# Ormosia carolinensis
Ormosia carolinensis är en tvåvingeart som beskrevs av Alexander 1925. Ormosia carolinensis ingår i släktet Ormosia och familjen småharkrankar. Inga underarter finns listade i Catalogue of Life.